# Le Grand Unisson
 (avril 2012).
Si vous disposez d'ouvrages ou d'articles de référence ou si vous connaissez des sites web de qualité traitant du thème abordé ici, merci de compléter l'article en donnant les références utiles à sa vérifiabilité et en les liant à la section « Notes et références ».
Le Grand Unisson ou Grand U est un festival de musique français organisé à la mi-juin chaque année depuis 1990 par la ville de Saint-Jean-de-la-Ruelle située dans l'agglomération orléanaise, le département du Loiret et la région Centre-Val de Loire.

## Le festival
Revendiquant la présence moyenne de 10 000 spectateurs, le festival « Le Grand Unisson » est l’un des grands rendez-vous musicaux de la région Centre avec un slogan : « l’éclectisme artistique accessible à tous ». 
Des performances sur les toits des Corbolottes[Quoi ?] avec une mise en lumière du quartier des débuts jusqu'à la grande scène du stade de l'IRESDA, le festival  toujours eu un côté d'avant-garde culturelle. Il est passé de 600 visiteurs pour un soir de spectacle à 15 000 personnes sur trois jours de festivités

## Évolution du Festival
À la fin des années 1980, à la suite de la création d'un studio d'enregistrement à Saint-Jean-de-la-Ruelle, la ville devient un lieu de rencontre pour les groupes de musique locaux. Environ 250 groupes sont passés par ce point de contact. 
Dès 1992, le Grand U évolue. Six scènes « jeunes talents » sont alors créées pour donner leur chance aux groupes régionaux et une grande scène supplémentaire accueille des artistes connus nationalement tels que Blankass, Soldat Louis, Au P'tit Bonheur, Éric Toulis, Gérald de Palmas, Aston Villa.
Le Grand U commence alors à être reconnu au niveau de l’agglomération orléanaise et de la région Centre.
En 2003, le festival s’installe dans le stade de L’IRESDA et s’ouvre alors sur des musiques venues du monde entier en accueillant des artistes tels que Taraf de Haïdouck, Mahotella Queens, Mory Kanté, Yuri Buenaventura, ou les Jamaica All Stars. La fréquentation atteint 10 000 à 15 000 personnes sur les trois jours.
En 2014, à la suite du départ en retraite du directeur artistique historique du Festival, Alain Vallarsa, l'organisation du Festival est reprise par le Pôle développement culturel de la ville de Saint-Jean-de-la-Ruelle. Le Pôle développement culturel s'occupait déjà de la programmation de spectacles de la salle de spectacles de Saint-Jean-de-la-Ruelle. Sa direction artistique est assurée par Frédéric Sallé, puis par Stéphane Schleininger (2018) puis par Gilles Cordier (depuis 2019) et par Élise Turbat (depuis 2022). 

## Le Grand U aujourd'hui
Le Grand Unisson consacre une partie de sa programmation aux musiques urbaines et aux artistes locaux. L’association VVP music parraine ainsi une scène où se produisent trois groupes proposant rap et soul. Phosphore réalise depuis les débuts la performance pyrotechnique qui illumine la nuit stéoruellane (mise en musique par Music Fusion Aide). Enfin, le Grand Unisson bénéficie, en danse et en musique classique, du concours de l’Alerte Saint-Jean, de la chorale Arioso et de l’orchestre symphonique du Loiret."

## Quelques artistes qui ont contribué au Grand U
Le Grand Unisson a réuni des artistes de tous bords musicaux parmi lesquels Pascale Picard, Raoul Petite, Colocks, Jamaica All Stars, Kid Creole and the Coconuts, Gérald de Palmas, Superbus, Carole Fredericks, Tryo ou Amel Bent.

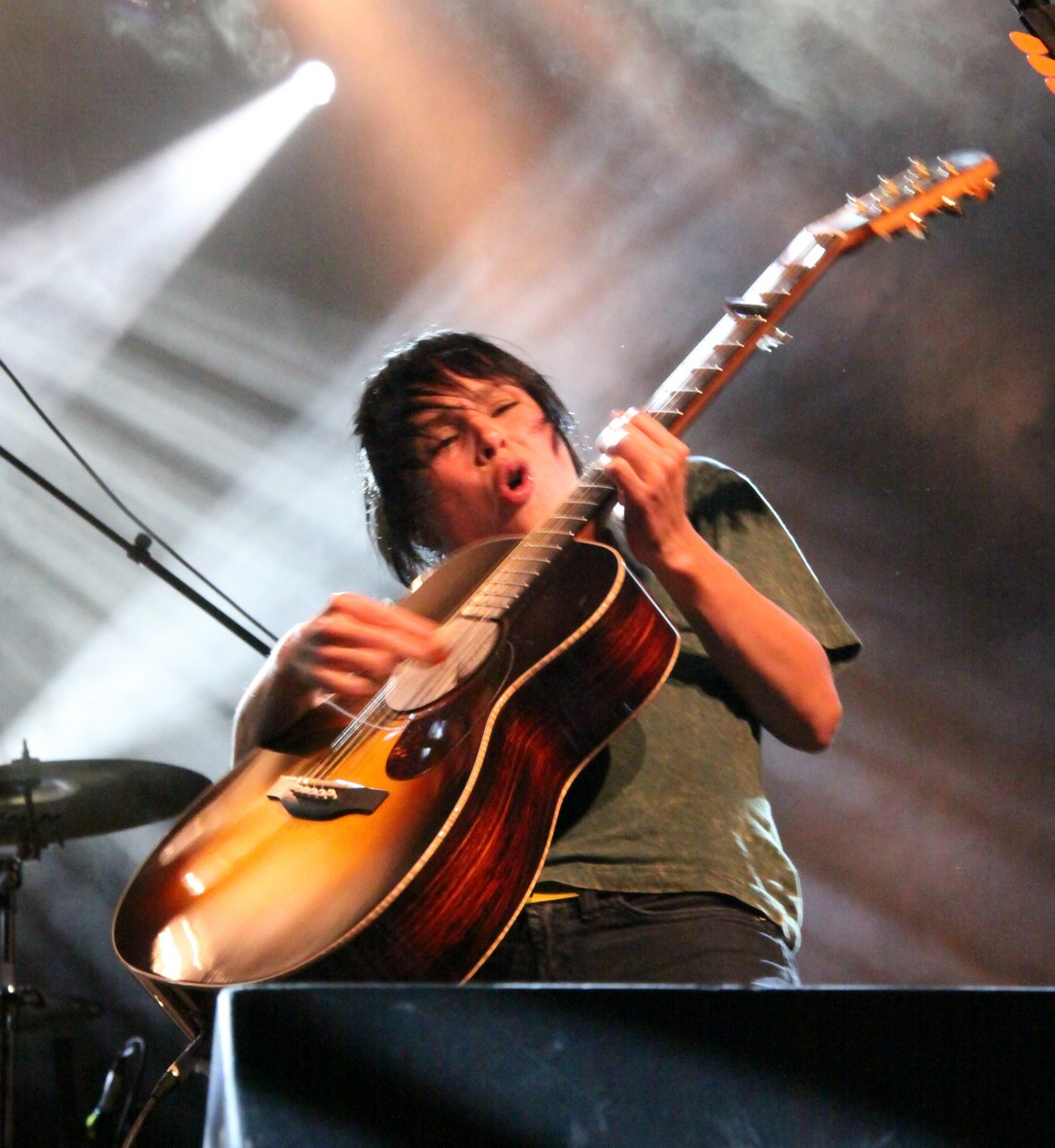
Pascale Picard
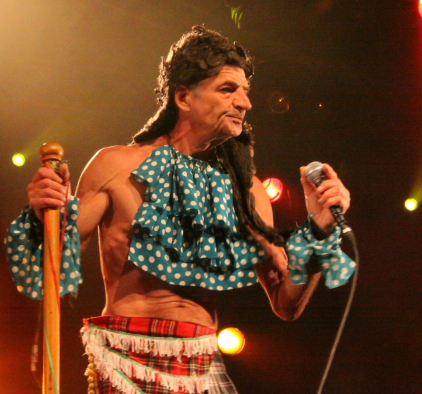
Raoul petite
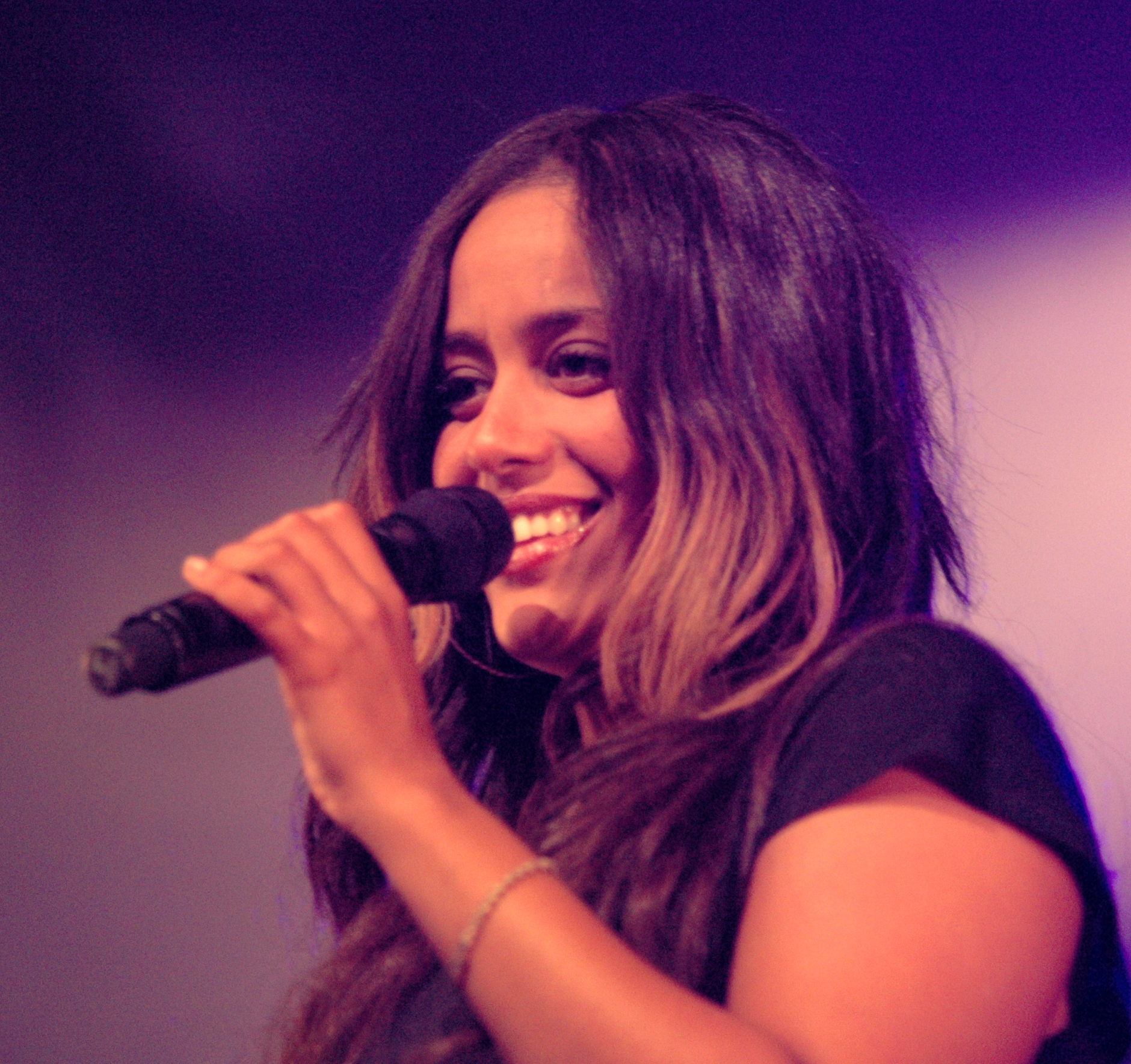
Amel Bent

En 2010, les 17, 18, et 19 juin, le festival accueille notamment Ben l'Oncle Soul, Féfé, Marcel et son Orchestre, Pacovolume, Ilam, Govrache ou Makara.

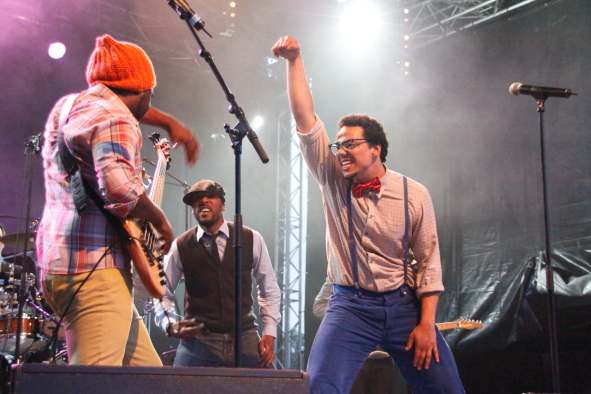
Ben l'oncle soul
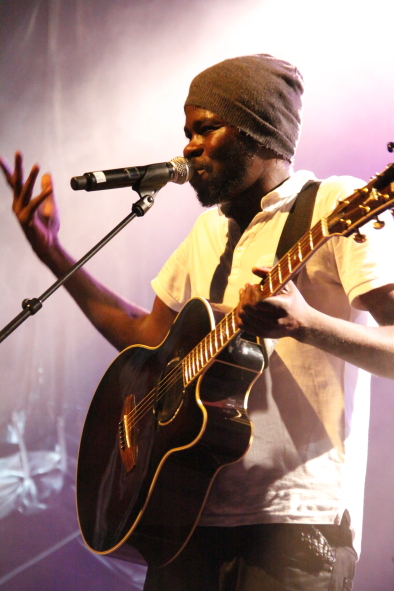
féfé
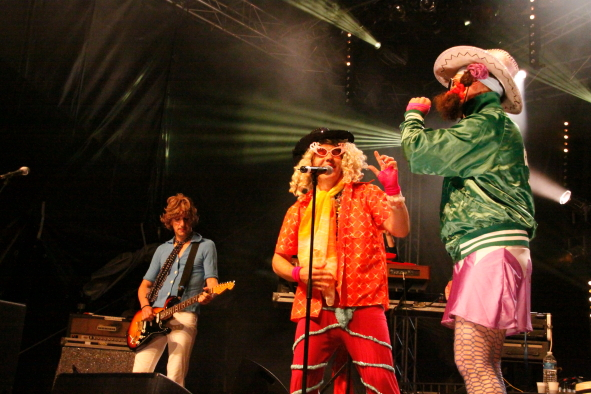
Marcel et son orchestre
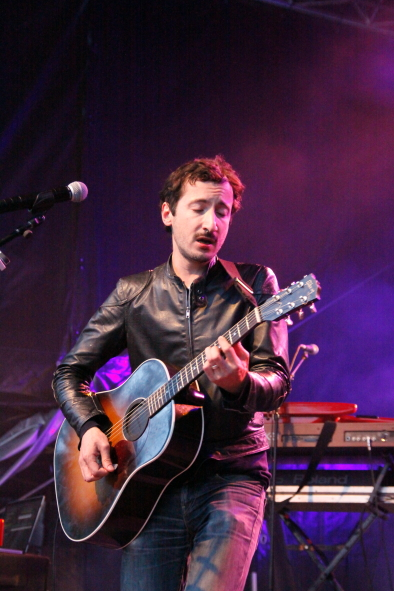
Paco Volume

Entre 2012 et 2014, le Festival du Grand Unisson accueille notamment GiedRé, Barcella, Saule, Boulevard des Airs, Hangar, Gabby Yound and other animals,Talisco...
Depuis 2022 le Grand Unisson a notamment Jérémy Frérot, Kyo, Princesse Erika, Les Negresses Vertes et Emily Loizeau. 